# Sonnet 21

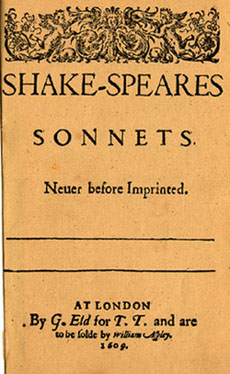
Sonnetten van Shakespeare, 1609

Sonnet 21 of XXI is een van de Sonnetten van Shakespeare waarin hij uiting geeft aan zijn liefde voor een niet nader genoemde fair youth, een mooie jongeling. De sonnetten werden het eerst gepubliceerd in 1609, maar vele werden jaren eerder al geschreven. Het is weinig aannemelijk dat William Shakespeare er werkelijk iemand mee het hof wilde maken, waarschijnlijk beschreef hij een fictieve liefde zoals in zijn toneelstukken en langere dichtwerken.
In het gedicht maakt hij een vergelijking met andere dichters om zijn geliefde uit te leggen waarom zijn eigen verzen geloofwaardiger zijn. Het is de eerste keer dat de liefdesverklaring niet alleen in hyperbolen maar met oog voor de waarheid gestalte krijgt en de eerste keer dat er een mogelijke ander in het spel is.

## Shakespeares tekst
| Sonnet 21 So is it not with me as with that muse Stirred by a painted beauty to his verse, Who heaven itself for ornament doth use, And every fair with his fair doth rehearse, Making a couplement of proud compare With sun and moon, with earth and sea's rich gems, With April's first-born flowers, and all things rare That heaven's air in this huge rondure hems. O let me, true in love, but truly write, And then believe me my love is as fair As any mother's child, though not so bright As those gold candles fixed in heaven's air. Let them say more that like of hearsay well; I will not praise that purpose not to sell. |

## Vertaling
Het is met mij dus niet zo als met die poëet,
Die tot dichten wordt gemotiveerd door schone schijn,
Die zelfs de hemel nog als versiering zou gebruiken
En elke schoonheid aan zijn lief zou willen meten,
Een koppeling makend voor flatteuze vergelijking
Met de zon en de maan, met de rijkdom van de aarde en zeeën,
Met de eerste bloemen in het voorjaar, en al wat zeldzaam is
In deze grote luchtbel die het hemelgewelf omgeeft.
Nou! Ik wil, oprecht in de liefde, slechts oprecht schrijven,
En geloof me dan maar, mijn geliefde is even mooi
Als ieder ander, al is het niet zo schitterend
Als die gouden kaarsen gebonden aan de hemel.
Laat ze maar praten, die op praatjes zitten te wachten.
Ik zal niet zo prijzen wat ik niet kwijt wil.

## Analyse
De dichter zegt dat hij anders is dan that Muse, een andere dichter die zijn klassieken kent, mogelijk de Rival Poet die terugkeert in de sonnetten 76 tot 86. De kritiek op zijn schrijfstijl blijft tamelijk algemeen, maar het is mogelijk dat Shakespeare het werk van een onbekende tijdgenoot in gedachten had. Die ander haalt alles wat los en vast zit bij elkaar om ingewikkelde vergelijkingen te maken, hijzelf heeft genoeg aan de realiteit. Zijn geliefde doet voor niemand onder, ook al is hij of zij niet perfect.
De openingswoorden So is it not vestigen de aandacht op de vraag op wat echt is en wat niet.
De painted beauty kan de kunstmatig gecreëerde schoonheid van cosmetica zijn, maar lippenstift was geen gemeengoed in 1600 en het is waarschijnlijker dat hij de mooie beelden bedoelt die dichters met hun woorden kunnen schilderen, zoals hij in de volgende regels laat zien. Door te ontkennen dat hij ook gebruikmaakt van fantastische voorstellingen, kan hij er gebruik van blijven maken. De zon en de maan komen vaker voor in Shakespeares sonnetten om de aanbedene aan te spiegelen.
Het woord rondure was in 1600 een neologisme, vermoedelijk gemunt door Shakespeare en afgeleid van het Franse rondeur, "rondheid" of "bolling". De heaven's air kan zowel de wereldbol als het hele universum omgeven. De dingen bevinden zich niet on maar in this huge rondure, een bolvormige kosmos waar de zon en andere hemellichamen ieder aan hun plaats gebonden zijn, omringd door de hemel.
De vaste uitdrukking any mother's child betekent "iedereen, niemand uitgezonderd", maar de zegswijze kan ook zinspelen op beloftevolle jeugd en schoonheid. In de ogen van een spreekwoordelijke moeder is ieder kind het mooiste dat er bestaat.
De conclusie in het distichon keert terug naar de openingsvraag wat echt is en luidt dat hij geen verkooppraatjes wil houden. Hij heeft geen behoefte om iets de hemel in te prijzen maar is gelukkig met de aardse werkelijkheid. De onbetrouwbare hearsay contrasteert met de onbereikbare heaven die in elk van de voorgaande drie kwatrijnen werd herhaald.